# スカーレット・ガルシア
スカーレット・メイ・ブッファード・ガルシア（Scarlet Mae Bouffard Garcia、1985年3月13日 – 2008年3月13日）は、2000年代に活動したフィリピンのグラマーモデル。
2007年におけるフィリピン版FHM誌の表紙への登場が特に著名であったほか、女性音楽グループ『ビバ・ホット・ベイブス』の一員としてもその名を知られた。

## 経歴
フィリピン共和国オロンガポ市に出生。
モデルとしては『スカーレット・ブッファード』の通り名で広く知られた。最も著名な活動となったのは、フィリピン版FHM誌の2007年11月号への登場で、ほか数名の女性モデルらとともに特集の対象となった。
女性音楽グループ『ビバ・ホット・ベイブス』の一員でもあり、同グループでは2年間にわたって活動を見せた。

## 死

### 発見
2008年3月13日、地元オロンガポ市の自宅にて、ほか3名の人物とともに遺体で発見された。
全身滅多刺しのうえ銃撃を被った凄惨な状態の遺体であった。建物からは事件隠蔽を企図した放火と見られる火災の痕跡が確認された。
ほか3名の被害者は女性1名と男性2名で、ガルシアと同居状態にあった男性ジョージ・カストロ・ジュニア、ならびにガルシアのいとこにあたる女性レイチェル・エスタシオとその彼氏にあたる男性であった。ガルシアとエスタシオが発見されたのはその3階建ての建物の2階の風呂場で、男性2名の発見場所は玄関であった。

### 証言
同じく『ビバ・ホット・ベイブス』の一員でともにFHM誌にも出ていたアン・スコットがのちに当時の事件現場の状況についてを明かしている。いわく、ガルシアとカストロは裸体で発見されており、警察当局はそれについて、殺害前に性行為を披露させられたものと推理していたという。エスタシオもまた発見時には裸体であった。
スコットは次のように述べている。
- 『（ガルシアは）あたしってまだ処女なんだよねーっていっつも言ってたわけよ。なのにさ急にそんなんやっちゃうとかって普通に考えてありえなくない？』
- 『すんごいやさしくて素朴な子だった』
- 『その同居相手の人って奥さんいたらしいよ。てかあのコ彼氏いたじゃん日本人の。うちらみんな知ってたじゃんよ。なんなの。なに起こったわけよマジおっかないんだけど』

### 逮捕
背景は謎に包まれ事件はしばらくの間未解決事件のままとなっていたが、オロンガポ市警の幹部が手掛かりをほのめかしてもいた。いわく、ガルシアの同居相手であったカストロは、車両の窃盗に絡む組織犯罪網との繋がりを有していたという。
2009年にはこの事件の実行犯と見られた5名の男らがリサール州内で逮捕されている。男らは『サコ』と呼ばれる犯罪組織の構成員であった。